# Allaire Corporation
Allaire Corporation специализировалась на разработке программного обеспечения, была основана Джереми и Джозефом Аллерами в штате Миннесота (США), затем штаб-квартира компании последовательно перемещалась из Кембриджа в Ньютон (Массачусетс). Компания начала свою деятельность в мае 1995 года. Первоначальный выпуск акций на NASDAQ (ALLR) состоялся в январе 1999 года. В 2001 году контрольный пакет акций был приобретён компанией-конкурентом Macromedia.
Allaire выпустила первую версию сервера ColdFusion в 1995 году. Это был первый веб-сервер, ориентированный на базы данных. Первоначально предложенное название языка разметки ColdFusion — DBML, было вскоре изменено на язык разметки ColdFusion — CFML.
В 2000 году Allaire приобрела компанию Live Software, которая была основана Полом Колтоном в 1997 году и стала известна благодаря созданию первого коммерческого сборника Java-сервлетов и JSP-серверу JRun.
JRun была приобретена Macromedia. Затем, в 2005 году, сама Macromedia была куплена компанией Adobe Systems.